# Neustädter Grundschule Quedlinburg

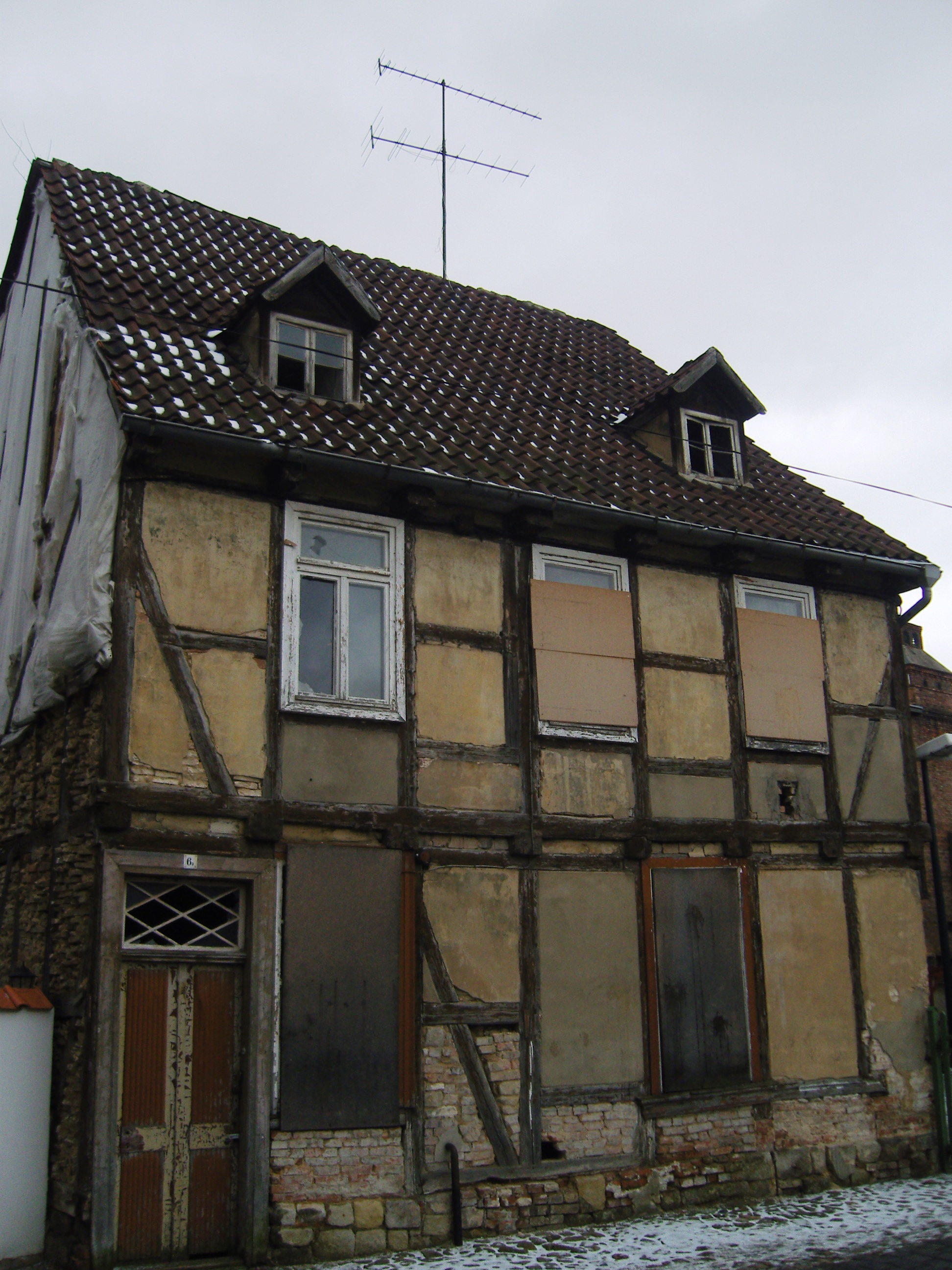
Haus Weberstraße 6a

Die Neustädter Grundschule Quedlinburg ist eine Grundschule in der Stadt Quedlinburg in Sachsen-Anhalt. Das Schulgebäude ist denkmalgeschützt und im Quedlinburger Denkmalverzeichnis eingetragen.

## Lage
Es befindet sich im nördlichen Teil der historischen Quedlinburger Neustadt an der Adresse Weberstraße 6, 6a.

## Architektur
Zum Areal gehören mehrere Gebäude. Straßenseitig steht ein verputztes Fachwerkhaus, dessen Fassade im Stil des Spätklassizismus gestaltet ist. Das aus der ersten Hälfte des 19. Jahrhunderts stammende Seitengebäude verfügt über einen unregelmäßigen Dachüberstand. In der Giebelseite ist eine Nische eingefügt, in der sich eine Gewandfigur befindet. Ebenfalls zum Grundstück gehört die Hausnummer 6a. Die Haustür des schlichten Fachwerkhauses stammt aus der ersten Hälfte des 19. Jahrhunderts und ist in klassizistischem Stil gearbeitet.
Das aus Backstein errichtete Schulgebäude entstand um 1900 im Stil der Neogotik auf dem Hof des Grundstücks. Bemerkenswert ist ein im Giebel angeordnetes Fenster der Aula mit Bleiverglasung.

## Geschichte
Im Jahr 1808 bat eine Frau Ebert aus Frankfurt (Oder) den Konsistorialrat Hermes um die Erlaubnis, dass eine Erziehungsanstalt für Frauenzimmer in Quedlinburg errichtet werden kann. Tatsächlich gründete eine Frau Wippermann, Ehefrau eines Quedlinburger Unternehmers, eine Private Höhere Töchterschule, die im Haus der Familie Wurmstich in der Hohen Straße 63 in Quedlinburg eingerichtet wurde. In der Schule wurden 40 Schülerinnen unterrichtet. Die Schülerinnenzahl erwies sich jedoch als zu gering, es kam zu finanziellen Schwierigkeiten. Auch die räumlichen Bedingungen waren schlecht. Letztlich musste der Schulbetrieb wieder eingestellt werden. 1840 engagierten sich die Stadt Quedlinburg, der Staat sowie die evangelische Kirche für eine Fortführung der Schule. Es folgte eine Neugründung als Höhere Töchterschule durch einen Dr. Schöpfer. Diese Privatschule richtete 1841 vier Klassen ein. Es gab auch weiterhin finanzielle Probleme. Ab 1843 setzten sich Geistliche Dirigenten für die Schule ein.
Am 2. März 1863 übernahm dann die Stadt Quedlinburg unter Bürgermeister Brecht die Schule als Städtische Höhere Töchterschule. Erster Rektor der Schule war von 1865 bis 1872 ein Herr Hasenbalg. Die Schule betrieb auch bereits körperliche Ertüchtigung nach dem Konzept von GutsMuths. Von 1872 bis 1897 war Theodor Müller Rektor. Am 1. November 1876 zog die Schule dann mit 140 Schülerinnen in das Haus des Zimmermanns Rath in der Weberstraße. Bis 1879 war die Schülerinnenzahl auf 170 angestiegen. Im Zuge einer Schulreform wurde die Schule 1894 zur neunklassigen Höheren Mädchenschule mit vier Vorschulklassen.
Von 1897 bis 1905 versah Hans Löhr das Amt des Rektors der Schule. In seiner Amtszeit fand ein Erweiterungsbau statt. Inklusive einer Aufbauklasse hatte die Schule 230 Schülerinnen. In der Amtszeit des Direktors Ehrichs (1905–1909) wurde die Schule nach einer weiteren Schulreform 1908 zum Lyzeum. In der nur kurzen Amtszeit des nächsten Direktors Theile (1909–1911) errichtete man 1910 einen zweiten Erweiterungsbau. 1918 wurde das System der Vorschule abgeschafft. 1919 wurde eine einjährige Frauenschule angegliedert. 1920 wurde vom Direktor Knoke auch das private Kindergärtnerinnen- und Hortnerinnenseminar am Neustädter Kirchhof übernommen. Es gab Pläne zur Umwandlung der Schule in ein Oberlyzeum mit Einführung der Reifeprüfung. 1935 wurde die Schule dann zur Oberschule für Mädchen und eine dreijährige Abiturstufe eingeführt. Die ersten Abiturprüfungen erfolgten 1938. Am 4. Juli des gleichen Jahres benannte man die Schule nach Elisabeth Loeper, der Ehefrau des NSDAP-Gauleiters Wilhelm Friedrich Loeper.
In dieser Zeit gehörten zur Schule diverse Gebäude. Als Hauptgebäude fungierte die Weberstraße 6. In der Weberstraße 9 befand sich das Seminar für Kindergärtnerinnen und Hortnerinnen. Ein Kindergarten sowie weitere Klassenräume waren in der Straße Kaplanei, der Kinderhort in der Heiliggeiststraße untergebracht.
Während des Zweiten Weltkriegs wurde der Schulbetrieb ab November 1944 weitgehend eingestellt. Lediglich das Hortgebäude konnte beheizt werden. Mit bis zu 75 Schülern je Klasse wurde nur stundenweise Unterricht gegeben. Von April bis September 1945 ruhte der Unterricht vollständig. Ab Oktober 1945 wurde auf Weisung der Besatzungsbehörden der Schulbetrieb wieder aufgenommen. Die Neustädter Schule wurde jedoch bis 1946 noch als Lazarett und Kaserne für sowjetische Truppen genutzt. Die Schüler besuchten die Bosseschule. Durch Flüchtlinge war die Schülerzahl angestiegen.
In den Jahren ab 1946 wurde die Marktschule und die Mummentalschule gemeinsam durch den Rektor Stolze geführt. Insgesamt hatten die Schulen 1391 Schüler in 8 Klassen und 23 Grundschulklassen. Die Mummentalschule zog dann im November 1946 in die Weberstraße 6, die zugleich Hauptgebäude wurde. Die Schülerzahl stieg 1947/1948 auf 1713 Schüler in 15 Ober- und 25 Unterklassen. Eine Besonderheit war das sogenannte Flursingen, mit dem jede Woche begonnen wurde. Man knüpfte damit an die seit 1938 bestehende Tradition der Mummentalschule als Singende Schule an. Die Aufteilung der Klassen war 1948/1949 so organisiert, dass die Klassen 1 bis 3 in der Marktschule und die Klassen 4 bis 8 in der Weberstraße unterrichtet wurden. Wegen der Raumknappheit wurde Vor- und Nachmittags unterrichtet. Am 1. September 1949 wurde die Marktschule dann wieder selbständig.

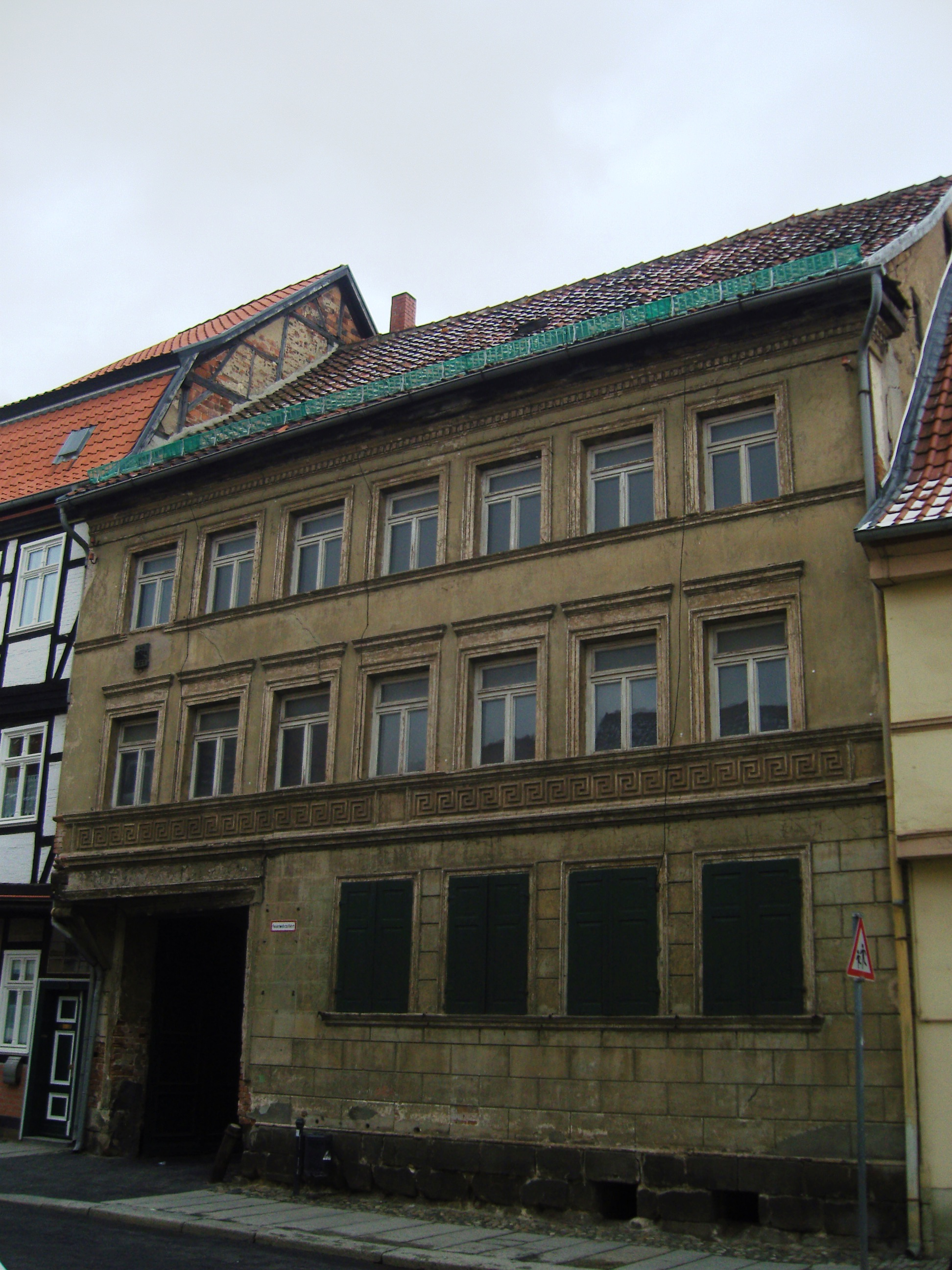
Haus Weberstraße 6

Die als Mummentalschule bezeichnete Schule verfügte über Räume in der Weberstraße 6 und 9 und wurde dann am 26. Juni 1950 in Ursula-Goetze-Schule umbenannt. Zur Schule gehörten 21 Klassen. Als problematisch erwies sich der Wechsel vieler Lehrer in den westlichen Teil Deutschlands. Im September 1955 wurde die Ursula-Goetze-Schule und die Marktschule wieder zusammengelegt. Es wurden 31 Klassen unterrichtet, wobei die Klassen 1 bis 4 wieder in der Marktschule und die Klassen 5 bis 8 in der Weberstraße untergebracht wurden. 1958/1959 wurde eine 9. Klasse eingeführt. Ein Jahr später verfügte die zur Polytechnischen Oberschule (POS) entwickelten Schule über drei 9. und eine 10. Klasse. Zum Beginn der 1970er Jahre wurde die Marktschule zu einer eigenständigen POS.
Nach der politischen Wende des Jahres 1989 wurde die Schule nach einer Schulreform zur Grundschule mit den Klassenstufen 1 bis 4. An der Schule wurden für die Klassen 2 bis 3 Lese-Rechtschreib-Klassen eingerichtet, die von Kindern aus dem gesamten Landkreis genutzt werden.
Im Februar 1992 wurde die Schule in Neustädter Grundschule umbenannt. Es folgten diverse Umbau- und Sanierungsarbeiten am Schulgebäude, wie die Erneuerung der Heizung, der Fenster und des Dachs. Von 1994 bis 1996 erhielt die Schule neue Toiletten, ab 1997 eine neue Elektroinstallation und neu gestaltete Flure und Klassenräume. Insgesamt zogen sich die Baumaßnahmen bis in das Jahr 2004. Der Schulhort befand sich ab 1990 zunächst in der Oehringer Straße, später in der Weberstraße 9 und heute im Hauptgebäude. Seit 2001/2002 befindet sich der Hort in der Trägerschaft der Stadt Quedlinburg. In diesem Schuljahr erhielt die Schule auch einen Computerraum und einen neuen Spielplatz.
Die Schule wurde zur Schule mit festen Öffnungszeiten und später zur Schule mit verlässlichen Öffnungszeiten. Die Tradition der singenden Schule wurde fortgeführt. In der Neustädter Grundschule besteht eine Theatergruppe. 2005/2006 wurde die Schule Förderzentrum für Sprache.
An der Schule arbeiten 12 Lehrer, 2 pädagogische Mitarbeiter, 4 Horterzieher und 4 technische bzw. bürotechnische Kräfte.

## Rektoren und Direktoren
- 1865–1872 Hasenbalg
- 1872–1897 Theodor Müller
- 1897–1905 Hans Löhr
- 1905–1909 Ehrichs
- 1909–1911 Theile
- 1911–1916 Kraft
- 1916–1932 Knoke
- 1932–?  Ernst Posselt
- 1946–?  Stolze
- 1947/48–?  Alfred Hoffmann
- 1954–? Bröckel
- 1960/61–? Tannert
- Wünsch
- Weller
- Papenmeyer
- Pape
- ?–1991, Öding
- 1991/1992–, Ursula Palme
- 2002–? Ilona Brodmann
- seit 2018 Corinna Janke